# Squadra australiana di Coppa Davis
La squadra australiana di Coppa Davis rappresenta l'Australia in Coppa Davis dal 1905. Dopo gli Stati Uniti è la squadra che ha ottenuto più successi nella competizione avendo vinto la coppa in 28 occasioni, quattro in meno della squadra statunitense che vanta 32 successi.

## Organico 2024
Vengono di seguito illustrati i rispettivi convocati per ogni turno della Coppa Davis 2024. A sinistra dei nomi la nazione affrontata e il risultato finale. Fra parentesi accanto ai nomi, il ranking del giocatore nel momento della disputa degli incontri (la "d" indica che il ranking corrisponde alla specialità del doppio).
| Gruppo Mondiale - Round Robin | Gruppo Mondiale - Round Robin | Gruppo Mondiale - Round Robin | Gruppo Mondiale - Round Robin                                                                                  |
| Francia (2-1)                 | Rep. Ceca (3-0)               | Spagna (1-2)                  | Alexei Popyrin (24) Jordan Thompson (29, 7d) Thanasi Kokkinakis (78) Max Purcell (89, 8 d) Matthew Ebden (5 d) |
| ----------------------------- | ----------------------------- | ----------------------------- | --- |

| Gruppo Mondiale - Fase Finale | Gruppo Mondiale - Fase Finale | Gruppo Mondiale - Fase Finale                                                                               |
| Stati Uniti (2-1)             | Italia (0-2)                  | Alex de Minaur (9) Alexei Popyrin (24)Jordan Thompson (26, 3d) Thanasi Kokkinakis (77) Matthew Ebden (13 d) |
| ----------------------------- | ----------------------------- | --- |

## Risultati
= Incontro del Gruppo Mondiale

### 2010-2019
| Anno | Turno                          | Data                  | Sede                   | Avversario           | Punteggio | Esito     |
| ---- | ------------------------------ | --------------------- | ---------------------- | -------------------- | --------- | --------- |
| 2010 | Gruppo I, 1º turno             | 5-7 marzo             | Melbourne (AUS)        | Taipei cinese        | 5–0       | Vittoria  |
| 2010 | Gruppo I, Playoff 2º turno     | 7-9 maggio            | Brisbane (AUS)         | Giappone             | 5–0       | Vittoria  |
| 2010 | Spareggi Gruppo Mondiale       | 17-19 settembre       | Cairns (AUS)           | Belgio               | 2–3       | Sconfitta |
| 2011 | Gruppo I, 2º turno             | 8-10 luglio           | Pechino (CHN)          | Cina                 | 3–1       | Vittoria  |
| 2011 | Spareggi Gruppo Mondiale       | 16-18 settembre       | Sydney (AUS)           | Svizzera             | 2–3       | Sconfitta |
| 2012 | Gruppo I, 1º turno             | 10-12 febbraio        | Geelong (AUS)          | Cina                 | 5–0       | Vittoria  |
| 2012 | Gruppo I, 2º turno             | 6-8 aprile            | Brisbane (AUS)         | Corea del Sud        | 5–0       | Vittoria  |
| 2012 | Spareggi Gruppo Mondiale       | 14-16 settembre       | Amburgo (GER)          | Germania             | 2–3       | Sconfitta |
| 2013 | Gruppo I, 1º turno             | 1-3 febbraio          | Kaohsiung (TAI)        | Taipei cinese        | 5–0       | Vittoria  |
| 2013 | Gruppo I, 2º turno             | 5-7 aprile            | Namangan (UZB)         | Uzbekistan           | 3–1       | Vittoria  |
| 2013 | Spareggi Gruppo Mondiale       | 13-15 settembre       | Varsavia (POL)         | Polonia              | 4–1       | Vittoria  |
| 2014 | Gruppo Mondiale, 1º turno      | 31 gennaio-2 febbraio | La Roche-sur-Yon (FRA) | Francia              | 0–5       | Sconfitta |
| 2014 | Spareggi Gruppo Mondiale       | 12-14 settembre       | Perth (AUS)            | Uzbekistan           | 5–0       | Vittoria  |
| 2015 | Gruppo Mondiale, 1º turno      | 6-8 marzo             | Ostrava (CZE)          | Rep. Ceca            | 3–2       | Vittoria  |
| 2015 | Gruppo Mondiale, Quarti        | 17-19 luglio          | Darwin (AUS)           | Kazakistan           | 3–2       | Vittoria  |
| 2015 | Gruppo Mondiale, Semifinali    | 18-20 settembre       | Glasgow (GBR)          | Gran Bretagna        | 2–3       | Sconfitta |
| 2016 | Gruppo Mondiale, 1º turno      | 4-6 marzo             | Melbourne (AUS)        | Stati Uniti          | 1–3       | Sconfitta |
| 2016 | Spareggi Gruppo Mondiale       | 16-18 settembre       | Sydney (AUS)           | Slovacchia           | 3–0       | Vittoria  |
| 2017 | Gruppo Mondiale, 1º turno      | 3-5 febbraio          | Melbourne (AUS)        | Rep. Ceca            | 4–1       | Vittoria  |
| 2017 | Gruppo Mondiale, Quarti        | 7-9 aprile            | Brisbane (AUS)         | Stati Uniti          | 3–2       | Vittoria  |
| 2017 | Gruppo Mondiale, Semifinali    | 15-17 settembre       | Bruxelles (BEL)        | Belgio               | 2–3       | Sconfitta |
| 2018 | Gruppo Mondiale, 1º turno      | 2-4 febbraio          | Brisbane (AUS)         | Germania             | 1–3       | Sconfitta |
| 2018 | Spareggi Gruppo Mondiale       | 14-16 settembre       | Graz (AUT)             | Austria              | 1–3       | Sconfitta |
| 2019 | Qualificazioni Gruppo Mondiale | 31 gennaio-2 febbraio | Adelaide (AUS)         | Bosnia ed Erzegovina | 4–0       | Vittoria  |
| 2019 | Gruppo Mondiale, Round Robin   | 19 novembre           | Madrid (ESP)           | Colombia             | 3–0       | Vittoria  |
| 2019 | Gruppo Mondiale, Round Robin   | 20 novembre           | Madrid (ESP)           | Belgio               | 2–1       | Vittoria  |
| 2019 | Gruppo Mondiale, Quarti        | 21 novembre           | Madrid (ESP)           | Canada               | 1–2       | Sconfitta |

### 2020-2029
| Anno | Turno                          | Data         | Sede            | Avversario  | Punteggio | Esito     |
| ---- | ------------------------------ | ------------ | --------------- | ----------- | --------- | --------- |
| 2020 | Qualificazioni Gruppo Mondiale | 6-7 marzo    | Adelaide (AUS)  | Brasile     | 3–1       | Vittoria  |
| 2021 | Gruppo Mondiale, Round Robin   | 25 novembre  | Torino (ITA)    | Croazia     | 0–3       | Sconfitta |
| 2021 | Gruppo Mondiale, Round Robin   | 27 novembre  | Torino (ITA)    | Ungheria    | 2–1       | Vittoria  |
| 2022 | Qualificazioni Gruppo Mondiale | 4-5 marzo    | Sydney (AUS)    | Ungheria    | 3–2       | Vittoria  |
| 2022 | Gruppo Mondiale, Round Robin   | 13 settembre | Amburgo (DEU)   | Belgio      | 3–0       | Vittoria  |
| 2022 | Gruppo Mondiale, Round Robin   | 15 settembre | Amburgo (DEU)   | Francia     | 2–1       | Vittoria  |
| 2022 | Gruppo Mondiale, Round Robin   | 18 settembre | Amburgo (DEU)   | Germania    | 1–2       | Sconfitta |
| 2022 | Gruppo Mondiale, Quarti        | 22 novembre  | Malaga (ESP)    | Paesi Bassi | 2–0       | Vittoria  |
| 2022 | Gruppo Mondiale, Semifinali    | 25 novembre  | Malaga (ESP)    | Croazia     | 2–1       | Vittoria  |
| 2022 | Gruppo Mondiale, Finale        | 27 novembre  | Malaga (ESP)    | Canada      | 0–2       | Sconfitta |
| 2023 | Gruppo Mondiale, Round Robin   | 13 settembre | Manchester (UK) | Regno Unito | 1–2       | Sconfitta |
| 2023 | Gruppo Mondiale, Round Robin   | 14 settembre | Manchester (UK) | Francia     | 2–1       | Vittoria  |
| 2023 | Gruppo Mondiale, Round Robin   | 16 settembre | Manchester (UK) | Svizzera    | 3–0       | Vittoria  |
| 2023 | Gruppo Mondiale, Quarti        | 22 novembre  | Malaga (ESP)    | Rep. Ceca   | 2–1       | Vittoria  |
| 2023 | Gruppo Mondiale, Semifinali    | 24 novembre  | Malaga (ESP)    | Finlandia   | 2–0       | Vittoria  |
| 2023 | Gruppo Mondiale, Finale        | 25 novembre  | Malaga (ESP)    | Italia      | 0–2       | Sconfitta |
| 2024 | Gruppo Mondiale, Round Robin   | 10 settembre | Valencia (ESP)  | Francia     | 2–1       | Vittoria  |
| 2024 | Gruppo Mondiale, Round Robin   | 12 settembre | Valencia (ESP)  | Rep. Ceca   | 3–0       | Vittoria  |
| 2024 | Gruppo Mondiale, Round Robin   | 15 settembre | Valencia (ESP)  | Spagna      | 1–2       | Sconfitta |
| 2024 | Gruppo Mondiale, Quarti        | 21 novembre  | Malaga (ESP)    | Stati Uniti | 2–1       | Vittoria  |
| 2024 | Gruppo Mondiale, Semifinali    | 23 novembre  | Malaga (ESP)    | Italia      | 0–2       | Sconfitta |

## Statistiche giocatori
Di seguito la classifica dei tennisti australiani con almeno una partecipazione in Coppa Davis, ordinati in base al numero di vittorie. In caso di parità si tiene conto del maggior numero di incontri disputati; in caso di ulteriore parità viene dato più valore agli incontri in singolare; come quarto e ultimo criterio viene considerata la data d'esordio. In grassetto quelli tuttora in attività.

Aggiornato alla Coppa Davis 2025 (Svezia-Australia 1-3).
| #  | Tennista           | Singolare | Doppio | Totale |
| -- | ------------------ | --------- | ------ | ------ |
| 1  | Lleyton Hewitt     | 42-14     | 17-7   | 59-21  |
| 2  | Adrian Quist       | 24-10     | 19-3   | 43-13  |
| 3  | John Bromwich      | 19-11     | 20-1   | 39-12  |
| 4  | Jack Crawford      | 23-16     | 13-5   | 36-21  |
| 5  | Roy Emerson        | 21-2      | 13-2   | 34-4   |
| 6  | Gerald Patterson   | 21-10     | 11-4   | 32-14  |
| 7  | Pat Cash           | 23-7      | 8-3    | 31-10  |
| 8  | Todd Woodbridge    | 5-4       | 25-7   | 30-11  |
| 9  | Norman Brookes     | 18-7      | 10-4   | 28-11  |
| 10 | John Alexander     | 17-9      | 10-5   | 27-14  |
| 11 | John Newcombe      | 16-7      | 9-2    | 25-9   |
| 12 | Frank Sedgman      | 16-3      | 9-0    | 25-3   |
| 13 | Mark Woodforde     | 4-10      | 17-5   | 21-15  |
| 14 | Patrick Rafter     | 18-10     | 3-1    | 21-11  |
| 15 | Rod Laver          | 16-4      | 4-0    | 20-4   |
| 16 | John Fitzgerald    | 11-8      | 8-6    | 19-14  |
| 17 | Paul McNamee       | 12-6      | 7-5    | 19-11  |
| 18 | Mark Edmondson     | 11-7      | 8-3    | 19-10  |
| 19 | Ken Rosewall       | 17-2      | 2-1    | 19-3   |
| 20 | Wayne Arthurs      | 10-5      | 8-6    | 18-11  |
| 21 | Chris Guccione     | 9-6       | 9-2    | 18-8   |
| 22 | Neale Fraser       | 11-1      | 7-2    | 18-3   |
| 23 | Wally Masur        | 16-14     | 1-1    | 17-15  |
| 24 | Pat O'Hara Wood    | 9-5       | 8-1    | 17-6   |
| 25 | Bernard Tomić      | 17-4      | 0-0    | 17-4   |
| 26 | Lew Hoad           | 10-2      | 7-2    | 17-4   |
| 27 | Alex de Minaur     | 16-9      | 0-1    | 16-10  |
| 28 | Matthew Ebden      | 4-0       | 11-3   | 15-3   |
| 29 | Tony Roche         | 7-3       | 7-2    | 14-5   |
| 30 | James Anderson     | 11-3      | 2-3    | 13-6   |
| 31 | Malcolm Anderson   | 11-3      | 2-3    | 13-6   |
| 32 | Colin Dibley       | 8-4       | 5-2    | 13-6   |
| 33 | Phil Dent          | 6-2       | 7-4    | 13-6   |
| 34 | Fred Stolle        | 10-2      | 3-1    | 13-3   |
| 35 | Mark Philippoussis | 13-0      | 0-0    | 13-0   |

| #  | Tennista             | Singolare | Doppio | Totale |
| -- | -------------------- | --------- | ------ | ------ |
| 36 | Vivian McGrath       | 11-12     | 1-2    | 12-14  |
| 37 | Oswald W. T. Sidwell | 10-5      | 2-1    | 12-6   |
| 38 | Rex Hartwig          | 6-0       | 6-1    | 12-1   |
| 39 | John Hawkes          | 6-7       | 5-2    | 11-9   |
| 40 | Tony Wilding         | 9-5       | 2-3    | 11-8   |
| 41 | Nick Kyrgios         | 11-5      | 0-1    | 11-6   |
| 42 | Richard Fromberg     | 10-4      | 1-0    | 11-4   |
| 43 | Peter McNamara       | 9-7       | 1-4    | 10-11  |
| 44 | Jordan Thompson      | 5-4       | 5-2    | 10-6   |
| 45 | Jason Stoltenberg    | 9-5       | 0-0    | 9-5    |
| 46 | Max Purcell          | 0-2       | 9-2    | 9-4    |
| 47 | John Peers           | 0-1       | 8-8    | 8-9    |
| 48 | Thanasi Kokkinakis   | 7-8       | 1-0    | 8-8    |
| 49 | Harry Hopman         | 4-5       | 4-3    | 8-8    |
| 50 | Paul Hanley          | 0-2       | 8-2    | 8-4    |
| 51 | Geoff Masters        | 2-0       | 6-3    | 8-3    |
| 52 | Darren Cahill        | 2-4       | 4-0    | 6-4    |
| 53 | Ken McGregor         | 4-3       | 2-0    | 6-3    |
| 54 | Carsten Ball         | 3-2       | 3-0    | 6-2    |
| 55 | Allan Stone          | 2-0       | 4-0    | 6-0    |
| 56 | Samuel Groth         | 2-4       | 3-3    | 5-7    |
| 57 | Ray Ruffels          | 4-4       | 1-1    | 5-5    |
| 58 | Colin Long           | 0-0       | 5-2    | 5-2    |
| 59 | Clarence Todd        | 1-0       | 4-0    | 5-0    |
| 60 | Peter Luczak         | 4-6       | 0-0    | 4-6    |
| 61 | Alexei Popyrin       | 4-3       | 0-0    | 4-3    |
| 62 | John Cooper          | 3-3       | 1-0    | 4-3    |
| 63 | Dick Crealy          | 3-2       | 1-0    | 4-2    |
| 64 | Edgar Moon           | 4-0       | 0-0    | 4-0    |
| 65 | Dinny Pails          | 3-5       | 0-0    | 3-5    |
| 66 | Ross Case            | 3-2       | 0-2    | 3-4    |
| 67 | John Millman         | 3-3       | 0-0    | 3-3    |
| 68 | Marinko Matosevic    | 2-2       | 1-0    | 3-2    |
| 69 | Bob Giltinan         | 1-2       | 2-0    | 3-2    |
| 70 | Geoffrey Brown       | 2-0       | 1-1    | 3-1    |

| #   | Tennista            | Singolare | Doppio | Totale |
| --- | ------------------- | --------- | ------ | ------ |
| 71  | Alfred Dunlop       | 0-0       | 3-1    | 3-1    |
| 72  | James Willard       | 0-0       | 3-0    | 3-0    |
| 73  | Peter Doohan        | 0-0       | 3-0    | 3-0    |
| 74  | Sandon Stolle       | 1-0       | 1-4    | 2-4    |
| 75  | Ashley Cooper       | 2-2       | 0-0    | 2-2    |
| 76  | Bill Bowrey         | 2-2       | 0-0    | 2-2    |
| 77  | Kim Warwick         | 1-2       | 1-0    | 2-2    |
| 78  | Donald Turnbull     | 1-0       | 1-1    | 2-1    |
| 79  | Mark Kratzmann      | 0-0       | 2-1    | 2-1    |
| 80  | Norman Peach        | 2-0       | 0-0    | 2-0    |
| 81  | Rodney Heath        | 1-2       | 0-0    | 1-2    |
| 82  | Scott Draper        | 1-2       | 0-0    | 1-2    |
| 83  | Stanley Doust       | 0-2       | 1-0    | 1-2    |
| 84  | Mervyn Rose         | 0-2       | 1-0    | 1-2    |
| 85  | Jamie Morgan        | 1-1       | 0-0    | 1-1    |
| 86  | Jason Kubler        | 1-1       | 0-0    | 1-1    |
| 87  | Clifford Sproule    | 1-0       | 0-0    | 1-0    |
| 88  | Leonard Schwartz    | 1-0       | 0-0    | 1-0    |
| 89  | Bob Mark            | 1-0       | 0-0    | 1-0    |
| 90  | Syd Ball            | 1-0       | 0-0    | 1-0    |
| 91  | Rod Frawley         | 1-0       | 0-0    | 1-0    |
| 92  | Alun Jones          | 1-0       | 0-0    | 1-0    |
| 93  | Aleksandar Vukic    | 1-0       | 0-0    | 1-0    |
| 94  | Rupert Wertheim     | 0-0       | 1-0    | 1-0    |
| 95  | Alfred Jones        | 0-0       | 1-0    | 1-0    |
| 96  | Brad Drewett        | 0-0       | 1-0    | 1-0    |
| 97  | Alex Bolt           | 0-0       | 1-0    | 1-0    |
| 98  | Leslie Poidevin     | 0-2       | 0-1    | 0-3    |
| 99  | Horace Rice         | 0-2       | 0-0    | 0-2    |
| 100 | Andrew Ilie         | 0-2       | 0-0    | 0-2    |
| 101 | Ian McInnes         | 0-1       | 0-0    | 0-1    |
| 102 | Richard Schlesinger | 0-1       | 0-0    | 0-1    |
| 103 | Todd Reid           | 0-1       | 0-0    | 0-1    |
| 104 | Brydan Klein        | 0-1       | 0-0    | 0-1    |
| 105 | James Duckworth     | 0-0       | 0-1    | 0-1    |
| 106 | Luke Saville        | 0-0       | 0-1    | 0-1    |

## Andamento
La seguente tabella riflette l'andamento della squadra dal 1990 ad oggi.
| Pos.           | 90 | 91 | 92 | 93 | 94 | 95 | 96 | 97 | 98 | 99  | 00 | 01 | 02 | 03  | 04 | 05 | 06 | 07 | 08 | 09 | 10 | 11 | 12 | 13 | 14 | 15 | 16 | 17 | 18 | 19 | 21 | 22 | 23 | 24 |
| -------------- | -- | -- | -- | -- | -- | -- | -- | -- | -- | --- | -- | -- | -- | --- | -- | -- | -- | -- | -- | -- | -- | -- | -- | -- | -- | -- | -- | -- | -- | -- | -- | -- | -- | -- |
| Campione       |    |    |    |    |    |    |    |    |    | 27° |    |    |    | 28° |    |    |    |    |    |    |    |    |    |    |    |    |    |    |    |    |    |    |    |    |
| Finalista      |    |    |    |    |    |    |    |    |    |     |    |    |    |     |    |    |    |    |    |    |    |    |    |    |    |    |    |    |    |    |    |    |    |    |
| SF             |    |    |    |    |    |    |    |    |    |     |    |    |    |     |    |    |    |    |    |    |    |    |    |    |    |    |    |    |    |    |    |    |    |    |
| QF             |    |    |    |    |    |    |    |    |    |     |    |    |    |     |    |    |    |    |    |    |    |    |    |    |    |    |    |    |    |    |    |    |    |    |
| OF/RR          |    |    |    |    |    |    |    |    |    |     |    |    |    |     |    |    |    |    |    |    |    |    |    |    |    |    |    |    |    |    |    |    |    |    |
| Qualificazioni | x  | x  | x  | x  | x  | x  | x  | x  | x  | x   | x  | x  | x  | x   | x  | x  | x  | x  | x  | x  | x  | x  | x  | x  | x  | x  | x  | x  | x  |    |    |    |    |    |
| Gruppo I       |    |    |    |    |    |    |    |    |    |     |    |    |    |     |    |    |    |    |    |    |    |    |    |    |    |    |    |    |    |    |    |    |    |    |
| Gruppo II      |    |    |    |    |    |    |    |    |    |     |    |    |    |     |    |    |    |    |    |    |    |    |    |    |    |    |    |    |    |    |    |    |    |    |
| Gruppo III     | x  | x  |    |    |    |    |    |    |    |     |    |    |    |     |    |    |    |    |    |    |    |    |    |    |    |    |    |    |    |    |    |    |    |    |
| Gruppo IV      | x  | x  | x  | x  | x  | x  | x  |    |    |     |    |    |    |     |    |    |    |    |    |    |    |    |    |    |    |    |    |    |    |    |    |    |    |    |

Legenda
- Campione: La squadra ha conquistato la Coppa Davis.
- Finalista: La squadra ha disputato e perso la finale.
- SF: La squadra è stata sconfitta in semifinale.
- QF: La squadra è stata sconfitta nei quarti di finale.
- OF/RR: La squadra è stata sconfitta negli ottavi di finale (1º turno). Dal 2019 sostituito dal Round Robin.
- Qualificazioni: La squadra è stata sconfitta al turno di qualificazione. Istituito nel 2019.
- Gruppo I: La squadra ha partecipato al Gruppo I della propria zona di appartenenza.
- Gruppo II: La squadra ha partecipato al Gruppo II della propria zona di appartenenza.
- Gruppo III: La squadra ha partecipato al Gruppo III della propria zona di appartenenza.
- Gruppo IV: La squadra ha partecipato al Gruppo IV della propria zona di appartenenza.
- x: Ove presente, la x indica che in quel determinato anno, il Gruppo in questione non è esistito.